# Skorodit
Skorodit ist ein häufig vorkommendes Mineral aus der Mineralklasse der „Phosphate, Arsenate und Vanadate“ mit der chemischen Zusammensetzung Fe3+[AsO4]·2H2O und ist damit chemisch gesehen ein wasserhaltiges Eisen-Arsenat, genauer Eisen(III)-arsenat.
Skorodit kristallisiert im orthorhombischen Kristallsystem und entwickelt nur kleine, prismatische oder dipyramidale Kristalle, aber auch traubige, körnige bis massige Aggregate oder krustige Überzüge. Auch pseudohexagonale Formen durch Verzwillingung sind bekannt.
Seine glas- bis harzglänzenden Kristalle sind entweder farblos oder durch Fremdbeimengungen grau, grünlich in verschiedenen Sättigungsgraden, bläulich, rötlich oder gelblichbraun gefärbt. Selten werden auch Skorodite mit dem sogenannten Alexandrit-Effekt, einem Farbwechsel von blau im Tageslicht zu lila oder gelbgrün im Kunstlicht, gefunden.
Skorodit ist dimorph mit Paraskorodit und bildet mit Mansfieldit eine vollständige Mischreihe.

## Etymologie und Geschichte
Erstmals entdeckt wurde Skorodit in der Grube Stamm Asser am Graul bei Langenberg (Raschau-Markersbach) im sächsischen Erzgebirgskreis. Analysiert und beschrieben wurde das Mineral 1818 durch August Breithaupt, der es zum einen in Anlehnung an die nach Knoblauch riechenden Arsendämpfe beim Zerreiben oder Erhitzen und zum anderen aufgrund der häufig auftretenden lauchgrünen Farbe nach dem griechischen Wort σκορόδιου (Scorodion) für „Knoblauch“ benannte.
Da der Skorodit bereits lange vor der Gründung der International Mineralogical Association (IMA) bekannt und als eigenständige Mineralart anerkannt war, wurde dies von ihrer Commission on New Minerals, Nomenclature and Classification (CNMNC) übernommen und bezeichnet den Skorodit als sogenanntes „grandfathered“ (G) Mineral. Die seit 2021 ebenfalls von der IMA/CNMNC anerkannte Kurzbezeichnung (auch Mineral-Symbol) von Skorodit (englisch Scorodite) lautet „Scd“.
Das Typmaterial des Minerals wird in der Mineralogischen Sammlung der Technischen Universität Bergakademie Freiberg (TU-BA) unter den Sammlungsnummern 21244, 21258 und 21499 sowie im Muséum national d’histoire naturelle (kurz MHN oder Museum, Paris) in Paris (Frankreich) unter der Sammlungsnummer 104672/73 aufbewahrt.

## Klassifikation
Bereits in der veralteten 8. Auflage der Mineralsystematik nach Strunz gehörte der Skorodit zur Mineralklasse der „Phosphate, Arsenate und Vanadate“ und dort zur Abteilung „Wasserhaltige Phosphate, Arsenate und Vanadate ohne fremde Anionen“, wo er gemeinsam mit Mansfieldit, Strengit und Variscit in der „Variscit-Reihe“ mit der Systemnummer VII/C.05b innerhalb der „Klinovariscit-Variscit-Gruppe“ (VII/C.05) steht.
Im zuletzt 2018 überarbeiteten „Lapis-Mineralienverzeichnis“, das sich im Aufbau noch nach der alten Form der Systematik von Karl Hugo Strunz richtet, erhielt das Mineral die System- und Mineralnummer VII/C.09-080. In der „Lapis-Systematik“ entspricht dies ebenfalls der Abteilung „Wasserhaltige Phosphate, ohne fremde Anionen“, wo Skorodit zusammen mit Kolbeckit, Koninckit, Malhmoodit, Mansfieldit, Metavariscit, Paraskorodit, Phosphosiderit, Strengit, Variscit, Yanomamit und Zigrasit die „Variscitgruppe“ mit der Systemnummer VII/C.09 bildet.
Auch die von der International Mineralogical Association (IMA) zuletzt 2009 aktualisierte 9. Auflage der Strunz’schen Mineralsystematik ordnet den Skorodit in die Abteilung „Phosphate usw. ohne zusätzliche Anionen; mit H2O“ ein. Diese ist allerdings weiter unterteilt nach der relativen Größe der beteiligten Kationen und dem Stoffmengenverhältnis vom Phosphat-, Arsenat- beziehungsweise Vanadatkomplex (RO4) zum Kristallwassergehalt (H2O), so dass das Mineral entsprechend seiner Zusammensetzung in der Unterabteilung „Mit ausschließlich mittelgroßen Kationen; RO4 : H2O = 1 : 2“ zu finden ist, wo es zusammen mit Mansfieldit, Strengit, Variscit und Yanomamit sowie dem bisher als fraglich geltenden Redondit die „Variscitgruppe“ mit der Systemnummer 8.CD.10 bildet.
In der vorwiegend im englischen Sprachraum gebräuchlichen Systematik der Minerale nach Dana hat Skorodit die System- und Mineralnummer 40.04.01.03. Dies entspricht ebenfalls der Klasse der „Phosphate, Arsenate und Vanadate“ und dort der Abteilung „Wasserhaltige Phosphate etc.“. Hier findet sich das Mineral innerhalb der Unterabteilung „Wasserhaltige Phosphate etc., mit A3+XO4 × x(H2O)“ in der „Variscitgruppe“, in der auch Mansfieldit, Strengit, Variscit und Yanomamit eingeordnet sind.

## Kristallstruktur

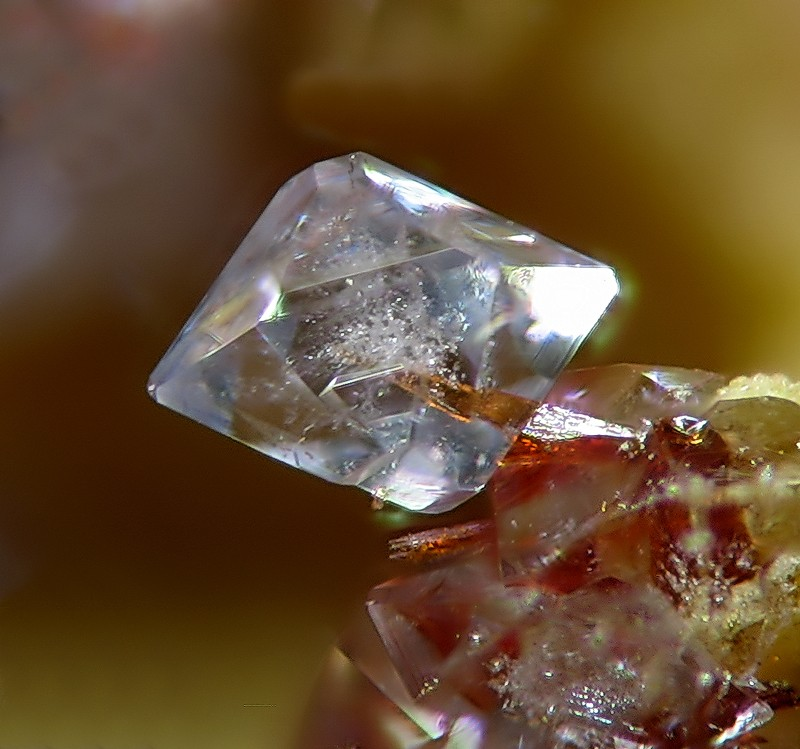
Perfekter Skorodit-Kristall in Form einer orthorhombischen Dipyramide. Bildbreite 1,5 mm

Skorodit kristallisiert isotyp mit Mansfieldit und Strengit in der orthorhombischen Raumgruppe Pcab (Raumgruppen-Nr. 61, Stellung 2) mit den Gitterparametern a = 8,94 Å, b = 10,28 Å und c = 10,00 Å bei acht Formeleinheiten pro Elementarzelle.

## Bildung und Fundorte

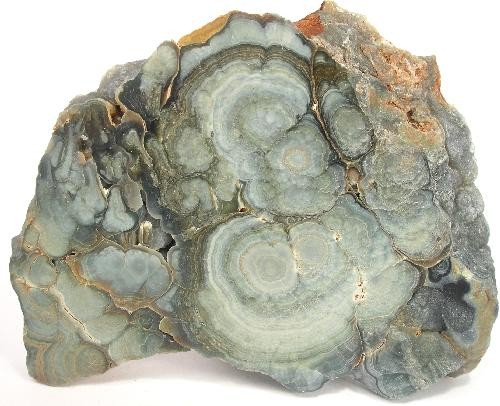
Traubig bzw. stalaktitisch gewachsener Skorodit aus „Djebel Debar“, Constantine (Algerien)

Skorodit ist ein typisches Sekundärmineral, dass sich in der Oxidationszone von Eisen- und Arsenhaltigen Erz-Lagerstätten bildet. Begleitminerale sind unter anderem Adamin, Arseniosiderit, Arsenopyrit, Austinit, Beudantit, Dussertit, Goethit, Karminit, Löllingit, Pharmakosiderit, Pyrit und Vivianit.
In Deutschland wurde das Mineral neben seiner Typlokalität Langenberg (Sachsen) noch in Baden-Württemberg (Schwarzwald, hier besonders Grube Clara bei Wolfach; Odenwald), Bayern (Fichtelgebirge, Oberpfälzer Wald), Hessen (Odenwald), Niedersachsen (Harz), Nordrhein-Westfalen (Sauerland, Siegerland), Rheinland-Pfalz (Lahntal, Siegerland, Westerwald), Sachsen-Anhalt (Harz) und Thüringen (Bad Lobenstein, Saalfeld) gefunden.
Als häufige Mineralbildung konnte Skorodit an vielen Orten nachgewiesen werden, wobei bisher rund 1200 Fundorte dokumentiert sind (Stand 2019).
Weltweit fand man Skorodit bisher an folgenden Orten: Constantine (Djebel Debar) in Algerien; La Rioja und San Juan in Argentinien; mehrere Regionen in Australien; Provinz Luxemburg in Belgien; Departamento Cochabamba, Departamento La Paz, Departamento Oruro und Departamento Potosí in Bolivien; Goiás und Minas Gerais in Brasilien; Oblast Chaskowo in Bulgarien; Antofagasta, Atacama und Coquimbo in Chile; mehrere Provinzen in der Volksrepublik China; im Westen Finnlands; in vielen Regionen von Frankreich; Attika in Griechenland; England und Wales in Großbritannien; Aserbaidschan im Iran; Cork und Galway in Irland; mehrere Regionen in Italien; Honshū, Kyūshū und die Nansei-Inseln in Japan; New Brunswick, Ontario und Yukon in Kanada; bei Balqasch in Kasachstan; Niari in der Republik Kongo; Toliara auf Madagaskar; Souss-Massa-Draâ in Marokko; unter anderem in Durango in Mexiko; Damaraland, Erongo und Tsumeb in Namibia; Akershus und Nordland in Norwegen; Ancash und Huánuco in Peru; Schlesien in Polen; einige Regionen in Portugal; einige Provinzen in Ungarn; die Provinzen Taschkent und Fargʻona in Usbekistan; Kärnten, Salzburg, Steiermark und Oberösterreich; Tschukotka in Russland; Lappland und Södermanland in Schweden; Kanton Wallis in der Schweiz; einige Regionen in der Slowakei; Trojane in Slowenien; unter anderem Andalusien und Katalonien in Spanien; mehrere Provinzen in Südafrika; Taiwan; Türkei; Böhmen und Mähren in Tschechien; sowie viele Regionen in den USA.

## Verwendung
Skorodit wurde früher zusammen mit Arsenopyrit als Rohstoff für die Herstellung von Rattengift und arsenhaltigen Insektenvernichtungsmitteln verwendet.